# Декабрь 2010 года

Список событий декабря 2010 года.

## События
- 1 декабря
  - В Астане начался саммит ОБСЕ, первый за последние 11 лет на уровне глав государств[1].
  - Афганская независимая избирательная комиссия объявила окончательные итоги парламентских выборов, проходивших в Афганистане 18 сентября[2].
- 2 декабря
  - Учёные НАСА объявили об открытии в калифорнийском озере Моно бактерий GFAJ-1, которые в условиях нехватки фосфора, предположительно могут замещать фосфор в составе ДНК на мышьяк, что добавляет вес гипотезе об альтернативной биохимии.
  - Начался крупный лесной пожар на севере Израиля в предместье Хайфы, эвакуировано 15 тысяч человек, погибло не менее 40 человек[3].
  - В Цюрихе объявлены страны — хозяева чемпионатов мира по футболу 2018 и 2022. Ими стали Россия и Катар[4][5].
  - Компания Amazon отказала в услугах хостинга сайту Wikileaks, ранее создатель сайта был объявлен в розыск Интерполом.
  - Парламент Вануату отстранил от власти премьер-министра Эдварда Натапеи. Его сменил вице-премьер, бывший министр иностранных дел Сато Килман[6].
- 3 декабря
  - На базе ВВС США «Ванденберг» совершил успешную посадку беспилотный орбитальный самолёт Boeing X-37, закончив тем самым семимесячную секретную миссию в космическом пространстве[7].
  - Опубликован финальный вариант ACTA — международного соглашения, предложенного для усиления борьбы с нарушениями авторских прав[8].
- 4 декабря
  - Премия «Русский Букер» была вручена роману «Цветочный крест» писательницы Елены Колядиной[9].
  - Самолёт Ту-154 совершил аварийную посадку в аэропорту Домодедово: 2 погибших, среди которых брат президента Дагестана Магомедсалама Магомедова и мать судьи Конституционного суда РФ Гадиса Гаджиева, 83 пострадавших[10][11][12].
  - Двое близнецов-талисманов Евро-2012 получили имена Славек и Славко[13].
  - Чрезвычайное положение введено в Испании из-за необъявленной забастовки авиадиспетчеров[14].
  - Лоран Гбагбо принял присягу президента Кот-д’Ивуара, после того как президент Конституционного совета страны отменил решение избирательной комиссии о победе другого претендента Алассана Уаттара[15].
- 5 декабря
  - В результате нештатной работы ракеты-носителя «Протон-М» с разгонным блоком ДМ-3, стартовавшей с космодрома Байконур, три спутника «Глонасс-М» упали в несудоходном районе Тихого океана[16].
  - Фильм Романа Полански «Призрак» завоевал 6 статуэток на церемонии вручения «Европейского Оскара»[17].
  - В Великобритании арестована по подозрению в шпионаже россиянка Катя Затуливетер, работавшая помощницей британского депутата Майка Хэнкока[18].
- 6 декабря
  - Сербская сборная впервые в истории выиграла кубок Дэвиса[19].
  - В городе Пушкин взорван памятник Владимиру Ленину[20].
  - Скотланд-Ярдская полиция получила ордер на арест основателя Wikileaks Джулиана Ассанжа[21].
  - В Афинах спецназ использовал слезоточивый газ против митингующих подростков, которые забросали полицейских бутылками, камнями и апельсинами, отмечая годовщину гибели Александроса Григоропулоса[22].
  - На острове Хайнань началось строительство тематического космического парка на территории космодрома Вэньчан площадью около 120 га, для продвижения научно-популярного образования и космического туризма[23].
  - Группа экспертов по акулам из США была направлена в Египет по приглашению властей для расследования нападений акул на туристов[24].
- 7 декабря
  - Японский межпланетный зонд PLANET-C не смог выйти на орбиту Венеры[25].
  - В Лондоне арестован основатель Wikileaks Джулиан Ассанж[26], британский суд отказал ему в освобождении под залог[27].
  - На угольной шахте в китайском уезде Мяньчи произошёл взрыв, в результате которого погибло 26 горняков[28].
- 8 декабря
  - Коммерческий космический корабль Dragon частной компании SpaceX благополучно завершил первый тестовый орбитальный полёт[29].
  - Пожар в чилийской тюрьме, погиб 81 человек, 19 пострадало.
  - Президентом Швейцарии на 2011 год избрана Мишлин Кальми-Ре[30].
- 9 декабря
  - Ещё 16 американских мультимиллионеров во главе с основателем социальной сети Facebook, принесли «клятву дающего», согласно которой они отдают половину своего состояния на благотворительные цели[31].
  - Эстония первой среди постсоветских стран стала полноправным членом Организации экономического сотрудничества и развития[32][33].
- 10 декабря
  - Подразделение немецкой армии впервые после окончания Второй мировой войны дислоцировано на французской территории[34].
  - В ходе студенческих волнений в Великобритании[англ.], причиной которых стало повышение платы за обучение, была атакована машина наследника престола принца Чарльза и его супруги Камиллы[35].
  - В Осло прошла церемония вручения Нобелевской премии мира[36].
  - Депутатами государственной думы РФ в первом чтении был принят закон «О полиции»[37].
- 11 декабря
  - Футбольные фанаты устроили беспорядки в центре Москвы по случаю гибели своего товарища[38].
  - В центре Стокгольма произошёл террористический акт[39], который связывают с присутствием шведских войск в Афганистане и деятельностью шведского художника Ларса Вилкса.
  - В Мичигане установлен мировой рекорд посещаемости хоккейного матча: игру между командами Мичиганского университета и Университета штата Мичиган посетили 113 411 болельщиков[40].
- 12 декабря
  - В Москве прошёл второй общегражданский митинг за отставку правительства В. В. Путина в рамках кампании «Путин должен уйти». В нём приняли участие от 1500 до 2500 человек[41][42].
  - В Республике Косово прошли парламентские выборы. Большинство голосов получила Демократическая партия Косово во главе с премьер-министром Хашимом Тачи[43].
  - В Приднестровской Молдавской Республике прошли парламентские выборы[44].
  - Футбольный клуб Барселона впервые за свою 111-летнюю историю приобрёл титульного спонсора, подписав контракт с катарским фондом Qatar Foundation на общую сумму 170 млн евро[45].
- 13 декабря
  - В Безансоне (Франция) 17-летний подросток захватил детский сад, 20 детей и воспитательницу[46][47][48].
  - Президент Кот-д’Ивуара Лоран Гбагбо объявлен в Евросоюзе персоной нон грата[49].
  - Запуск мультипликационного сериала «Фиксики».
  - В Шарм-эш-Шейхе открылись пляжи[50].
  - В Эвенкии эвакуированы все воспитанники детского дома, в котором на днях произошёл взрыв в котельной[47].
  - На состоявшихся в Сент-Винсенте и Гренадинах парламентских выборах победу одержала Единая лейбористская партия премьер-министра Ральфа Гонсалвеша[51].
  - На северо-западе Мадагаскара найден новый, пятый вид вильчатополосых лемуров[52].
  - Власти Кувейта закрыли местные офисы катарской телекомпании «Аль-Джазира», пустившей в эфир съёмки оппозиционной акции протеста[53].
- 14 декабря
  - Российская Партия народной свободы создана на учредительном съезде оппозиционной Коалиции демократических сил За Россию без произвола и коррупции. Сопредседателями партии стали Михаил Касьянов, Владимир Милов, Борис Немцов и Владимир Рыжков[54].
  - Студенческие демонстрации в Италии против политики Сильвио Берлускони: митингующие парализовали движение в Риме, захватили аэропорт в Палермо, забросали яйцами и краской здание Министерства образования, пытались прорваться к зданию Сената[55]
- 15 декабря
  - Террористический акт в Чахбехаре[56].
  - Западноафриканская республика Гана начала коммерческую добычу нефти[57].
  - Суд перенёс оглашение приговора по второму делу Михаила Ходорковского и Платона Лебедева[58].
  - В Нальчике убит руководитель Духовного управления мусульман Кабардино-Балкарии Анас Пшихачев[59].
  - Марк Цукерберг признан человеком года по версии журнала Time[60].
  - С космодрома Байконур стартовал космический корабль «Союз ТМА-20», на борту которого находится экипаж новой экспедиции на МКС[61].
  - В Москве для предотвращения новых массовых беспорядков было задержано не менее 800 человек[62].
  - В результате авиакатастрофы на востоке Непала погибли 22 человека[63].
  - Крушение судна у острова острова Рождества, австралийской территории в Индийском океане. В результате происшествия погибли 48 человек, находившихся на борту; 42 выживших были спасены[64][65][66][67].
- 16 декабря
  - В Америке вышел последний выпуск «Шоу Ларри Кинга»[68].
  - В Верховной Раде Украины произошла массовая драка, трое депутатов госпитализировано[69].
  - В Китае завершено строительство горного тоннеля в тибетскую провинцию Меток, которая оставалась последней изолированной областью Тибета[70].
- 17 декабря
  - Парламент Венесуэлы наделил президента страны Уго Чавеса чрезвычайными полномочиями для преодоления последствий паводков сроком на полтора года[71].
  - Парламент Киргизии утвердил новое правительство во главе с лидером социал-демократов Алмазбеком Атамбаевым[72].
- 18 декабря
  - Bank of America объявил о блокировании счетов Wikileaks[73].
  - Обильные снегопады нарушили авиасообщение в Европе, вызвав перебои в работе аэропортов Германии, Бельгии, Нидерландов, Великобритании и Франции[74].
- 19 декабря
  - В Белоруссии прошли президентские выборы. Действующий президент Александр Лукашенко переизбран, по официальной версии получив 79,67 % голосов[75]. Выборы сопровождались массовыми акциями протеста[76].
  - В мексиканском штате Пуэбла при взрыве нефтепровода погибли 27 и ранены 52 человека[77].
- 20 декабря
  - Южная Корея провела учебные стрельбы у пограничного с КНДР острова Ёнпхёндо, на которые Пхеньян угрожал ответить мощным ответным ударом[78].
  - Начало тестового вещания ТВ-канала Карусель.
- 21 декабря
  - Премьер-министр Черногории Мило Джуканович объявил о своей отставке[79].
  - Альфа Конде приведён к присяге в качестве президента Гвинеи[80].
  - Премьер-министр Тувалу Матиа Тоафа отстранён от должности, так как парламент вынес ему вотум недоверия[81].
  - Впервые с 1638 года лунное затмение пришлось на зимнее солнцестояние[82].
  - Сиале Атаонго Туивакано был избран премьер-министром Тонга[83].
- 22 декабря
  - Сенат США ратифицировал Договор с Россией о сокращении наступательных вооружений[84].
  - Бывший аргентинский военный диктатор Хорхе Рафаэль Видела приговорён к пожизненному заключению[85].
  - Власти Боливии официально объявили о признании независимого Палестинского государства[86].
  - В работе софтфоновой программы Skype произошёл глобальный сбой, из-за которого она не работала почти сутки[87][88].
- 23 декабря
  - Совет министров ЕС расширил санкции против КНДР[89].
  - В китайской провинции Хубэй открыто движение по железной дороге между населёнными пунктами Эньши и Ичан (Скоростная железная дорога Ичан — Ваньчжоу), эта дорога признана самой дорогой по затраченным средствам и самой сложной по исполнению[90].
  - Южная Корея провеламасштабные военные учения в районе города Пхочхон[91].
  - Специалисты из США, Германии, Канады и России завершили расшифровку ядерного генома неизвестного гоминина из Денисовой пещеры[92].
  - Ушёл в отставку премьер-министр Лаоса Буасон Буппхаван. Его место занял бывший спикер парламента Тхонгсинг Тхаммавонг[93].
  - Грузия и Центральноафриканская Республика установили дипломатические отношения[94].
- 24 декабря
  - ЮАР получила официальное приглашение присоединиться к группе развивающихся государств БРИК[95].
- 25 декабря
  - Террористический акт в Кхаре. Погибли 45 человек, свыше 100 получили ранения[96].
  - Власти Эквадора объявили о формальном признании Палестинской автономии в качестве независимого государства[97].
  - Завершился неудачей старт трёхступенчатой ракеты-носителя GSLV с индийского космодрома на острове Шрихарикота, которая должна была вывести на орбиту телекоммуникационный спутник[98].
- 26 декабря
  - В аэропорту Домодедово возникли проблемы с энергоснабжением из-за прошедшего ледяного дождя; нарушения в работе Домодедово привели к массовому скоплению пассажиров в терминалах и задержкам рейсов, которые продолжались трое суток[99].
  - 8 человек погибли и 21 ранен после крушение автобуса в Египте[100].
  - В Кейптауне названа улица в честь бывшего президента ЮАР Нельсона Манделы[101].
  - Лоран Гбагбо, не желающий признавать своё поражение на выборах президента Кот-д’Ивуара, обвинил Францию и США в заговоре с целью свергнуть его[102].
  - На Коморских Островах прошёл второй тур президентских выборов[103].
- 27 декабря
  - Начал полноценное вещание детско-юношеский канал «Карусель».
  - Хамовнический суд Москвы признал Михаила Ходорковского и Платона Лебедева виновными по второму делу[104].
  - В Кандагаре произошёл террористический акт, в результате которого погибли 3 человека[105].
- 28 декабря
  - Премьер-министр Молдавии Владимир Филат стал исполняющим обязанности президента республики[106].
  - Академик Михаил Мясникович назначен новым премьер-министром Белоруссии[107].
  - В Тульской области потерпел крушение военно-транспортный Ан-22. Погибли 12 человек[108].
  - Азербайджан и Того установили дипломатические отношения[109].
- 29 декабря
  - Парламент Черногории утвердил Игора Лукшича на посту премьер-министра страны[110].
  - США аннулировали визу у посла Венесуэлы в Вашингтоне Бернардо Альвареса в ответ на отказ У. Чавеса принять нового американского посла[111].
- 30 декабря
  - Спикером парламента Молдавии избран Мариан Лупу. Одновременно он стал исполнять обязанности президента страны[112].
  - Из-за аномально тёплой погоды в Северной Осетии вспыхнула трава на альпийских лугах. Пожары охватили горные склоны над Транскавказской магистралью, дым окутал Алагирское ущелье[113].
  - Бывший президент Израиля Моше Кацав признан виновным в изнасиловании и сексуальных домогательствах[114].
  - Власти Китая выпустили постановление, которое запрещает жителям страны пользоваться услугами всех поставщиков услуг интернет-телефонии, включая популярный сервис Skype, кроме официальных провайдеров China Telecom и China Unicom[115].
  - В Санкт-Петербурге открыта станция метро «Обводный канал»[116].
  - В Казани открыта станция метро Козья слобода[117].
- 31 декабря
  - 21 человек погиб в результате теракта, произошедшего возле коптской церкви в Александрии[118].